# Joseph Ignace Guillotin
Dr. Joseph Ignace Guillotin (phát âm tiếng Pháp: [ɡijɔtɛ̃]; 28 tháng 5, 1738 – 26 tháng 3, 1814) là một bác sĩ, chính trị gia và là thành viên Hội Tam Điểm người Pháp đã đề xuất việc sử dụng một loại thiết bị để thực hiện án tử hình ở Pháp, như một phương pháp xử tử ít đau đớn hơn vào ngày 10 tháng 10 năm 1789. Dù ông không thực sự phát minh ra máy chém, và trên thực tế đã phản đối án tử hình, tên tuổi của ông lại gắn liền với máy chém. Nhà phát minh thực tế của nguyên mẫu này là một người mang tên Antoine Louis.

## Thân thế và giáo dục
Guillotin đã viết một bài luận để lấy bằng Thạc sĩ khoa học xã hội từ Đại học Bordeaux. Bài tiểu luận này đã gây ấn tượng cho Dòng Tên rất nhiều đến mức họ thuyết phục ông gia nhập dòng tu của họ và ông giữ chức giáo sư văn học tại Viện Đại học Ireland Bordeaux. Tuy nhiên, ông bỏ đi sau một vài năm và đến Paris theo học y khoa, trở thành học trò của Antoine Petit. Ông nhận bằng tốt nghiệp từ các giảng viên tại Reims năm 1768 và sau đó giành được một giải thưởng với danh hiệu Doctor-Regent do các giảng viên Paris trao tặng.

## Sự nghiệp
Năm 1784, khi Franz Mesmer bắt đầu công bố lý thuyết của ông về "từ tính động vật", đã hứng chịu sự công kích của nhiều người, Louis XVI bèn chỉ định một ủy ban để điều tra hiện tượng này và Guillotin được bổ nhiệm làm thành viên, cùng với Benjamin Franklin và những người khác.

### Sự nghiệp chính trị và máy chém
Vào tháng 12 năm 1788, Guillotin đã soạn thảo một cuốn sách nhỏ mang tên Đơn thỉnh nguyện của các Công dân sống ở Paris, liên quan đến bản hiến pháp phù hợp của Hội nghị các Đẳng cấp. Kết quả là, ông được Quốc hội Pháp triệu tập đến để giải thích các ý kiến riêng, làm tăng danh tiếng của ông. Ngày 2 tháng 5 năm 1789, ông trở thành một trong 10 đại biểu Paris tại Hội nghị các Đẳng cấp Pháp năm 1789 và là thư ký cho hội nghị này từ tháng 6 năm 1789 đến tháng 10 năm 1791.
Là một thành viên của hội nghị, Guillotin chủ yếu hướng sự chú ý của mình vào cải cách y tế. Vào ngày 10 tháng 10 năm 1789, trong một cuộc tranh luận về tử hình, ông đã đề xuất rằng "tội phạm sẽ bị chặt đầu; điều này sẽ được thực hiện chỉ bằng một loại máy móc đơn giản." Từ "máy móc" được định nghĩa là "một cỗ máy chém đầu không gây đau đớn". Đề xuất của ông xuất hiện trong tạp chí định kỳ Les Actes des Apôtres của phe Bảo hoàng. Vào thời đó, xử trảm ở Pháp thường được thực hiện bởi rìu hoặc kiếm, mà không phải lúc nào cũng gây ra cái chết ngay lập tức. Ngoài ra, xử trảm được dành riêng cho giới quý tộc, trong khi thường dân thường bị treo cổ. Guillotin giả định rằng nếu một chế độ công bằng được thiết lập, nơi phương pháp tử hình duy nhất là cái chết bởi chém đầu bằng máy, thì công chúng sẽ cảm thấy được đánh giá cao hơn nhiều về quyền lợi của họ. Bất chấp lời đề xuất này, Guillotin đã phản đối án tử hình và hy vọng rằng một phương pháp xử tử nhân đạo và ít đau đớn hơn sẽ là bước đầu tiên hướng tới việc bãi bỏ án tử hình. Ông cũng hy vọng rằng một vài gia đình và trẻ con sẽ chứng kiến cảnh hành quyết và thề sẽ làm cho nó mang tính riêng tư và cá nhân hơn. Đó cũng là niềm tin của ông rằng một án tử hình tiêu chuẩn bằng cách chém đầu sẽ ngăn chặn chế độ tàn nhẫn và bất công trong ngày.
Vào ngày 1 tháng 12 năm 1789, Guillotin đã có một lời nhận xét trong một bài diễn văn tiếp theo cho Hội nghị về án tử hình. "Bây giờ, với cái máy của tôi, tôi cắt đầu của ngài trong nháy mắt, và ngài chẳng bao giờ cảm thấy gì hết!" Tuyên bố nhanh chóng trở thành một trò đùa phổ biến, và vài ngày sau cuộc tranh luận một bài hát khôi hài về Guillotin và cái máy của "ông" được lưu hành, mãi mãi gắn liền tên tuổi ông với nó. Tờ báo Moniteur ngày 18 tháng 12 năm 1789 đã lấy làm tiếc cho câu nói đùa nhưng cứ lặp đi lặp lại tuyên bố "trong nháy mắt" của Guillotin cho hậu thế. Trong suốt quãng đời còn lại của mình, Guillotin vô cùng tiếc nuối vì cái máy được đặt theo tên ông.
Vào cuối giai đoạn Triều đại Khủng bố, một lá thư từ vị bá tước Comte de Méré gửi cho Guillotin đã rơi vào tay của công tố viên, Fouquier-Tinville mà vị Bá tước, người đã bị xử tử, gửi gắm vợ con của mình cho Guillotin chăm sóc. Chính quyền yêu cầu Guillotin thông báo cho họ về nơi ở của vợ con vị Bá tước này. Vì Guillotin không chịu cung cấp tin tức, người ta đã bắt giữ và tống ông vào tù. Ít lâu sau, ông được thả ra khỏi nhà tù trong đợt ân xá chung của cuộc đảo chính tháng Chín xảy ra năm 1794 sau khi Robespierre bị đánh đổ và từ bỏ sự nghiệp chính trị của mình để tiếp tục theo đuổi nghề y.

## Đời tư

### Gia đình
Mối liên hệ đến máy chém đã gây bối rối cho gia đình của Dr. Guillotin đến mức họ kiến nghị chính phủ Pháp đổi tên nó; khi chính phủ từ chối, thay vào đó họ liền thay đổi tên họ của mình. Vì sự trùng hợp ngẫu nhiên, một người tên là Guillotin đã thực sự bị máy chém hành quyết – ông ấy tên gọi đầy đủ là J.M.V. Guillotin, một bác sĩ sống tại Lyon. Sự trùng hợp này có thể đã góp phần vào những phát biểu sai lầm rằng Guillotin đã phải chịu chết trên chính cỗ máy mang tên ông; tuy nhiên, trên thực tế, Guillotin đã chết tại nhà ở Paris vào năm 1814 vì nguyên nhân tự nhiên, đặc biệt là từ bệnh hậu bối, và hiện đang được chôn cất tại Nghĩa trang Père-Lachaise ở Paris.

### Hội Tam Điểm
Joseph Guillotin đã bắt đầu bước chân vào Hội Tam Điểm năm 1765 tại hội quán "La Parfaite Union" ở Angoulême. Hoạt động tích như một hội viên Tam Điểm, ông đã gia nhập một vài hội quán khác nữa. Là một cấp phó trong Đại hội quán từ năm 1772 ông góp phần vào sự ra đời của Đại hội quán phương Đông nước Pháp và tất cả các hội nghị của nó cho đến năm 1790. Năm 1773 ông trở thành Đại sư phụ Đáng tôn kính của hội quán "La Concorde Fraternelle" tại Paris. Năm 1776 ông cho xây cất hội quán "La Vérité" và thường xuyên tham dự Les Neuf Soeurs.

## Ảnh hưởng văn hóa
Guillotin xuất hiện trong cuốn tiểu thuyết đoạt giải thưởng Costa Pure của Andrew Miller và trong loạt phim Vampire Dawn dành cho những độc giả mới nổi tuổi teen của Anne Rooney. Ông cũng là nhân vật chính trong cuốn tiểu thuyết năm 1992 Dr Guillotine, do nam diễn viên Herbert Lom sáng tác.